# Adaptive Multi-Rate
L'Adaptive Multi-Rate (AMR) è un algoritmo di compressione audio di tipo lossy ottimizzato per la codifica della voce.
AMR è stato adottato come codec standard per la voce dal 3GPP nell'ottobre 1998 ed è utilizzato nelle specifiche GSM e UMTS.
AMR è ottimizzato per l'audio vocale (frequenza di campionamento 8 kHz) e non è ideale per altre fonti sonore come la musica. La codifica si adatta alle caratteristiche della connessione selezionando uno di 8 differenti bit rate.
AMR è anche un formato file con estensione .amr per memorizzare audio "parlato" utilizzando il codec AMR. Molti moderni telefoni cellulari permettono di memorizzare brevi registrazioni vocali nel formato AMR oltre a registrare video in formato 3gp, il quale utilizza proprio AMR per la codifica del canale audio.
Esistono programmi, sia open source che commerciali, per convertire da AMR ad altri formati come MP3 e viceversa.